# Strażnica KOP „Dubinowo”

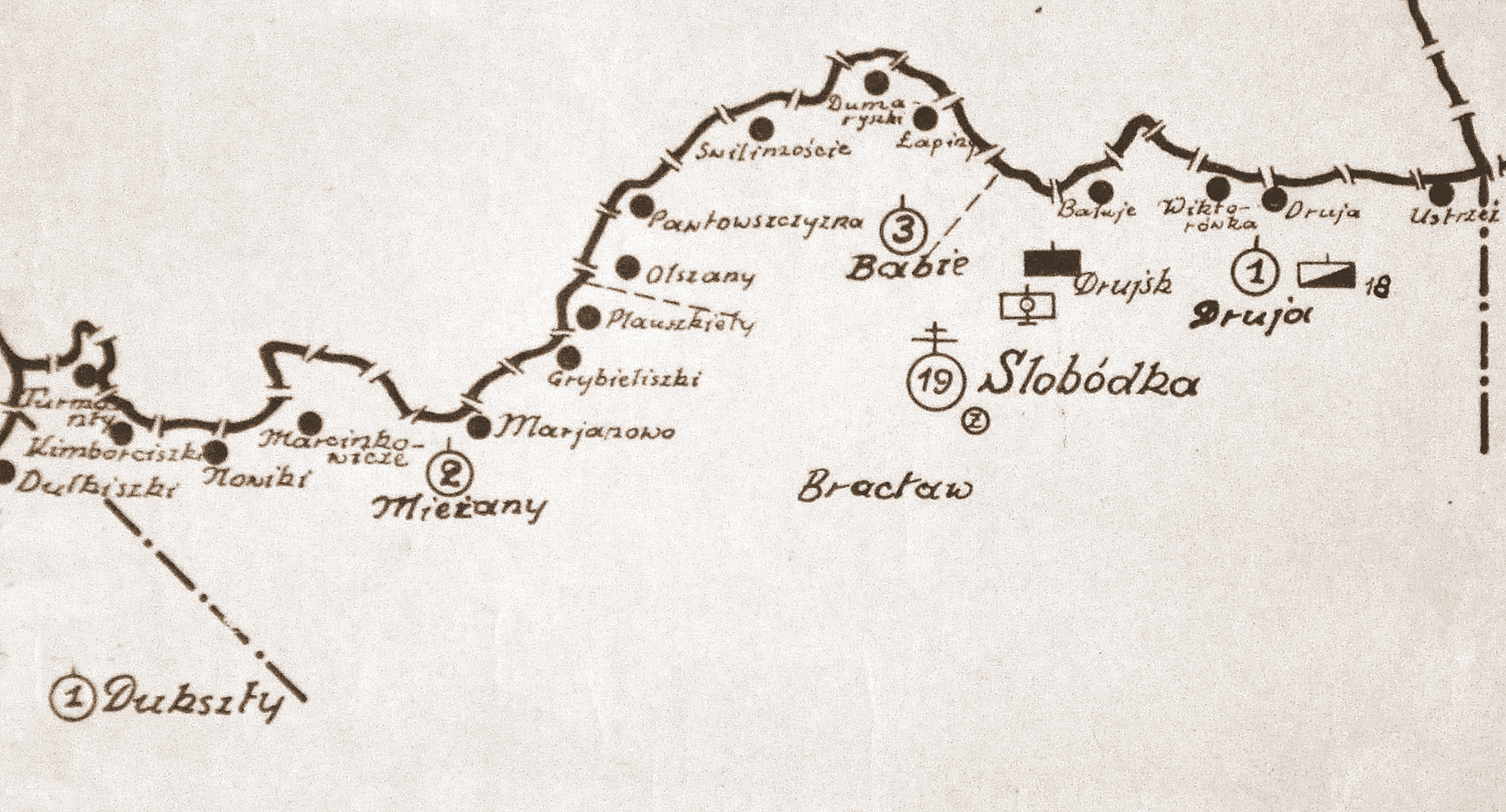
Rozmieszczenie batalionu KOP „Słobódka” w 1931

Strażnica KOP „Dubinowo” – zasadnicza jednostka organizacyjna Korpusu Ochrony Pogranicza pełniąca służbę ochronną na granicy polsko-łotewskiej.

## Formowanie i zmiany organizacyjne
W 1926, w składzie Brygady KOP „Wilno”, został sformowany 19 batalion graniczny. W 1928 w skład batalionu wchodziło 12 strażnic. W latach 1929 – 1934 w 3 kompanii KOP „Obabie” funkcjonowała strażnica KOP „Olszany” . Po 1934 strażnicę przeniesiono do Dubinowa. W latach 1938 – 1939 strażnica KOP „Dubinowo” znajdowała się w strukturze 3 kompanii KOP „Dundery” z pułku KOP „Głębokie”. Strażnica liczyła około 18 żołnierzy i rozmieszczona była przy linii granicznej z zadaniem bezpośredniej ochrony granicy państwowej.
W 1932 obsada strażnicy zakwaterowana była w budynku prywatnym. Strażnicę z macierzystą kompanią łączyła droga polna długości 13 km i trakt długości 8 km.

## Służba graniczna
Podstawową jednostką taktyczną Korpusu Ochrony Pogranicza przeznaczoną do pełnienia służby ochronnej był batalion graniczny. Odcinek batalionu dzielił się na pododcinki kompanii, a te z kolei na pododcinki strażnic, które były „zasadniczymi jednostkami pełniącymi służbę ochronną”, w sile półplutonu. Służba ochronna pełniona była systemem zmiennym, polegającym na stałym patrolowaniu strefy nadgranicznej, wystawianiu posterunków alarmowych, obserwacyjnych i kontrolnych stałych, patrolowaniu i organizowaniu zasadzek w miejscach rozpoznanych jako niebezpieczne, kontrolowaniu dokumentów i zatrzymywaniu osób podejrzanych, a także utrzymywaniu ścisłej łączności między oddziałami i władzami administracyjnymi. Strażnice KOP stanowiły pierwszy rzut ugrupowania kordonowego Korpusu Ochrony Pogranicza.
Strażnica KOP „Dubinowo” w 1932 ochraniała pododcinek granicy państwowej szerokości 8 kilometrów 250 metrów, a w 1938 pododcinek szerokości 7 kilometrów 487 metrów od słupa granicznego nr 63 do 72.
Sąsiednie strażnice:
- strażnica KOP „Plauszkiety” ⇔ strażnica KOP „Pawłowszczyzna” – 1932[4]
- strażnica KOP „Plauszkiety” ⇔ strażnica KOP „Świlemieście” – 1929[2], 1934[11], 1938[6]